# 井上大輔 (競艇選手)
井上 大輔（いのうえ だいすけ、1986年3月5日 - ）は、岡山県出身の競艇選手。登録番号4410。身長160cm。血液型A型。99期。岡山支部所属。同期に坂元浩仁、茅原悠紀、大原由子らがいる。

## 来歴
- やまと競艇学校時代、リーグ戦勝率6.04（準優出3　優出2）の成績を残して、卒業記念競走に優出（3着）した。
- 2006年11月11日、児島競艇場でデビュー（5着）。
- 2007年2月2日、住之江競艇場での「睦月ときめき競走」5日目1Rで初勝利（31走目）。
- 2012年1月24日、芦屋競艇場での「G1共同通信社杯 第26回新鋭王座決定戦競走」にG1初出場。28日、5日目7RにG1初勝利[1]
- 2012年4月24日、大村競艇場での「NBC長崎放送杯〜MBP長崎五島開設6周年〜」で初優勝（優出5回目）。